# III liga polska w piłce nożnej, grupa podlasko-warmińsko-mazurska (2011/2012)
III liga, grupa podlasko-warmińsko-mazurska, sezon 2011/2012 — 4. edycja rozgrywek czwartego poziomu ligowego piłki nożnej mężczyzn w Polsce po reorganizacji lig w 2008 roku. Bierze w niej udział 16 drużyn z województwa podlaskiego i województwa warmińsko-mazurskiego. Walczą one o miejsce premiowane awansem do grupy wschodniej II ligi. Ostatnie zespoły spadają odpowiednio do grup: podlaskiej i warmińsko-mazurskiej IV ligi. Opiekunem ligi jest Podlaski Związek Piłki Nożnej, przemiennie z Warmińsko-Mazurskim Związkiem Piłki Nożnej. W sezonie 2011/2012 rozgrywki prowadził Warmińsko-Mazurski Związek Piłki Nożnej. 
Sezon ligowy rozpoczął się w 13 sierpnia 2011 roku, a ostatnie mecze rozegrane zostały 17 czerwca 2012 roku.

## Zasady rozgrywek
III liga jest szczeblem pośrednim między rozgrywkami centralnymi (II liga) i wojewódzkimi (IV liga). Wszystkie grupy liczą po 16 drużyn.
Mistrzowie grup uzyskują awans do II ligi, przy czym:
1. do grupy wschodniej trafiają mistrzowie grup III ligi: V, VI, VII i VIII,
2. do grupy zachodniej trafiają mistrzowie grup III ligi: I, II, III i IV.

Po trzy ostatnie drużyny spadają do odpowiedniej terytorialnie grupy IV ligi, przy czym liczba ta może zwiększyć się zależnie od liczby drużyn spadających z lig wyższych.
Drużyny, które wycofały się z rozgrywek po rozegraniu mniej niż 50% spotkań, są automatycznie relegowane o dwa szczeble ligowe niżej (do klasy okręgowej), a osiągnięte przez nie rezultaty są anulowane. Drużyny, które wycofały się z rozgrywek po rozegraniu 50% lub więcej spotkań, są automatycznie relegowane o dwa szczeble ligowe niżej (do klasy okręgowej), a za nierozegrane mecze przyznawane są walkowery 3:0 dla zespołów przeciwnych. Wykluczenie z rozgrywek grozi również za nieprzystąpienie z własnej winy do trzech meczów.
III liga jest najwyższym szczeblem rozgrywkowym dla drużyn rezerw, nie mają one więc prawa do awansu. Spadek pierwszej drużyny z II ligi powoduje automatycznie relegację II zespołu danego klubu do IV ligi.

## Rozgrywki
W grupie występowało 16 zespołów, które walczyły o miejsce premiowane awansem do grupy wschodniej II ligi. Ostatnie zespoły spadały odpowiednio do grupy podlaskiej i warmińsko-mazurskiej IV ligi.
| Uczestnicy poprzedniej edycji | Uczestnicy poprzedniej edycji | Uczestnicy poprzedniej edycji | Uczestnicy poprzedniej edycji |
| ----------------------------- | ----------------------------- | ----------------------------- | ----------------------------- |
| ZMB                           | Olimpia Zambrów               | 1                             |                               |
| HMG                           | Huragan Morąg                 | 2                             |                               |
| STD                           | Start Działdowo               | 3                             |                               |
| CON                           | Concordia Elbląg              | 4                             |                               |
| DĄB                           | Dąb Dąbrowa Białostocka       | 5                             |                               |
| WAR                           | Warmia Grajewo                | 6                             |                               |

| Uczestnicy poprzedniej edycji | Uczestnicy poprzedniej edycji | Uczestnicy poprzedniej edycji | Uczestnicy poprzedniej edycji |
| ----------------------------- | ----------------------------- | ----------------------------- | ----------------------------- |
| MRĄ                           | Mrągowia Mrągowo              | 7                             |                               |
| ZAT                           | Zatoka Braniewo               | 8                             |                               |
| ŁAP                           | Pogoń Łapy                    | 9                             |                               |
| KOR                           | MKS Korsze                    | 10                            |                               |
| CZO                           | Czarni Olecko                 | 11                            |                               |
| MOL                           | Motor Lubawa                  | 12                            |                               |

| Awans z IV ligi 2010/2011 | Awans z IV ligi 2010/2011 | Awans z IV ligi 2010/2011 | Awans z IV ligi 2010/2011 |
| ------------------------- | ------------------------- | ------------------------- | ------------------------- |
| grupa podlaska            |                           |                           |                           |
| ŁOM                       | ŁKS 1926 Łomża            | 1                         |                           |
| KOL                       | Orzeł Kolno               | 2                         |                           |
| grupa warmińsko-mazurska  |                           |                           |                           |
| KĘT                       | Granica Kętrzyn           | 1                         |                           |
| ELB                       | Olimpia 2004 Elbląg       | 2                         |                           |

### Tabela
| Lp. | Drużyna                 | M  | Z  | R | P  | Bramki | Bramki | Różn. | Pkt | Uwagi             | Bezpośrednio |
| --- | ----------------------- | -- | -- | - | -- | ------ | ------ | ----- | --- | ----------------- | ------------ |
| 1   | Start Działdowo1 (M)    | 30 | 17 | 8 | 5  | 53     | 25     | +28   | 59  |                   |              |
| 2   | Concordia Elbląg (A)    | 30 | 18 | 4 | 8  | 51     | 21     | +30   | 58  | Awans do II ligi  |              |
| 3   | Dąb Dąbrowa Białostocka | 30 | 16 | 8 | 6  | 59     | 31     | +28   | 56  |                   |              |
| 4   | Warmia Grajewo          | 30 | 16 | 6 | 8  | 44     | 24     | +20   | 54  |                   |              |
| 4   | Olimpia Zambrów         | 30 | 15 | 9 | 6  | 46     | 23     | +23   | 54  |                   |              |
| 6   | ŁKS 1926 Łomża          | 30 | 15 | 6 | 9  | 53     | 31     | +22   | 51  |                   |              |
| 7   | Huragan Morąg           | 30 | 15 | 4 | 11 | 52     | 40     | +12   | 49  |                   |              |
| 8   | Motor Lubawa            | 30 | 13 | 7 | 10 | 38     | 33     | +5    | 46  |                   |              |
| 9   | Olimpia 2004 Elbląg     | 30 | 12 | 7 | 11 | 45     | 39     | +6    | 43  |                   |              |
| 10  | Granica Kętrzyn         | 30 | 12 | 3 | 15 | 38     | 47     | −9    | 39  |                   |              |
| 11  | MKS Korsze              | 30 | 12 | 3 | 15 | 55     | 63     | −8    | 39  |                   |              |
| 12  | Mrągowia Mrągowo        | 30 | 12 | 2 | 16 | 38     | 44     | −6    | 38  |                   |              |
| 13  | Orzeł Kolno             | 30 | 11 | 4 | 15 | 36     | 47     | −11   | 37  |                   |              |
| 14  | Pogoń Łapy (S)          | 30 | 6  | 6 | 18 | 33     | 65     | −32   | 24  | Spadek do IV ligi |              |
| 15  | Zatoka Braniewo (S)     | 30 | 5  | 4 | 21 | 32     | 64     | −32   | 19  | Spadek do IV ligi |              |
| 16  | Czarni Olecko (S)       | 30 | 2  | 5 | 23 | 20     | 96     | −76   | 11  | Spadek do IV ligi |              |

### Wyniki
| Gospodarz \ Gość        | CON | CZO   | DĄB | KĘT | HMG   | ŁOM | KOR | MOL | MRĄ | ELB | ZMB | KOL | ŁAP | STD | WAR | ZAT |
| Concordia Elbląg        |     | 5:0   | 0:0 | 3:1 | 1:1   | 3:2 | 4:0 | 1:0 | 2:0 | 0:1 | 1:1 | 3:0 | 1:0 | 0:1 | 1:2 | 1:0 |
| Czarni Olecko           | 1:4 |       | 1:3 | 2:0 | 0:3   | 2:2 | 3:8 | 3:3 | 0:1 | 0:4 | 0:1 | 0:1 | 1:3 | 0:6 | 0:0 | 1:0 |
| Dąb Dąbrowa Białostocka | 1:0 | 8:0   |     | 1:1 | 0:3wo | 4:1 | 6:2 | 4:0 | 3:2 | 2:1 | 1:1 | 3:2 | 1:1 | 1:1 | 0:0 | 4:0 |
| Granica Kętrzyn         | 0:2 | 3:0   | 0:0 |     | 1:0   | 0:3 | 2:1 | 0:2 | 3:1 | 3:1 | 2:1 | 4:1 | 1:3 | 3:0 | 0:1 | 0:0 |
| Huragan Morąg           | 0:3 | 2:0   | 0:3 | 3:4 |       | 0:3 | 2:0 | 3:0 | 2:1 | 2:1 | 1:0 | 2:1 | 6:2 | 0:0 | 0:0 | 3:1 |
| ŁKS 1926 Łomża          | 2:0 | 3:0wo | 3:0 | 1:0 | 1:0   |     | 1:2 | 3:0 | 0:1 | 1:1 | 0:0 | 3:0 | 3:2 | 1:1 | 2:0 | 3:0 |
| MKS Korsze              | 0:2 | 5:1   | 0:3 | 1:3 | 4:1   | 0:6 |     | 1:1 | 3:1 | 1:1 | 1:2 | 2:0 | 6:0 | 2:1 | 2:1 | 2:4 |
| Motor Lubawa            | 0:0 | 4:1   | 2:0 | 2:0 | 2:1   | 0:0 | 2:1 |     | 2:1 | 1:1 | 1:2 | 2:0 | 1:1 | 1:1 | 1:0 | 3:1 |
| Mrągowia Mrągowo        | 2:1 | 5:1   | 1:2 | 2:3 | 0:0   | 2:0 | 0:1 | 1:0 |     | 2:0 | 0:2 | 0:1 | 3:0 | 1:1 | 1:2 | 1:0 |
| Olimpia 2004 Elbląg     | 2:3 | 5:0   | 0:2 | 5:0 | 0:3   | 0:2 | 1:2 | 2:1 | 3:0 |     | 0:4 | 2:0 | 3:2 | 2:3 | 1:0 | 1:0 |
| Olimpia Zambrów         | 1:1 | 2:0   | 0:0 | 2:1 | 3:0   | 2:0 | 5:2 | 1:0 | 3:2 | 1:2 |     | 0:2 | 3:0 | 2:1 | 0:0 | 0:0 |
| Orzeł Kolno             | 1:0 | 0:0   | 1:0 | 3:0 | 2:2   | 2:2 | 3:0 | 0:1 | 2:2 | 1:1 | 0:2 |     | 4:3 | 0:2 | 0:1 | 0:1 |
| Pogoń Łapy              | 0:2 | 3:2   | 2:3 | 0:2 | 0:6   | 3:0 | 0:3 | 0:4 | 0:1 | 1:1 | 0:0 | 1:2 |     | 1:1 | 0:2 | 2:1 |
| Start Działdowo         | 1:2 | 5:0   | 1:0 | 1:0 | 3:0   | 2:0 | 3:1 | 2:1 | 3:0 | 1:1 | 1:0 | 3:0 | 1:1 |     | 1:3 | 2:1 |
| Warmia Grajewo          | 2:0 | 5:0   | 3:1 | 3:0 | 0:3   | 3:1 | 3:1 | 0:1 | 0:1 | 1:1 | 2:1 | 3:0 | 1:0 | 0:1 |     | 4:2 |
| Zatoka Braniewo         | 0:4 | 4:0   | 1:2 | 2:1 | 2:4   | 1:4 | 1:1 | 2:1 | 2:3 | 1:2 | 1:3 | 1:5 | 0:2 | 1:3 | 2:2 |     |

Źródło: 
Objaśnienia:
1Drużyna gospodarzy jest wymieniona po lewej stronie tabeli.
Kolory: zielony – zwycięstwo gospodarzy, żółty – remis, różowy – zwycięstwo gości.

Awans do II ligi: Concordia Elbląg
Spadek z III ligi: Pogoń Łapy, Zatoka Braniewo, Czarni Olecko